# Германівський район
Германівський район — адміністративно-територіальна одиниця, утворена 7 березня 1923 року в складі Київської округи. Районний центр — село Германівка. 1928 року район було ліквідовано шляхом включення більшості сільських рад до складу Обухівського району. Окремі сільські ради увійшли до складу Кагарлицького (Казимирівська, Леонівська, Мирівська, Новосільська, Сущанська, Черняхівська) та Васильківського (Яцківська) районів.

## Адміністративний поділ та населення
На 1925 рік площа району становила 289,1 тис. км². Населення становило 38 882 осіб. 
На 1926 рік населення становило 38 727 осіб.
Район складався із 16 сільських рад, що включали до свого складу 44 населених пунктів - з них 17 сіл, 17 хуторів, решта -  поселення, сільгоспартілі, радгоспи, економії, поселення при цукроварні, залізничні будки.
Сільські ради: Германівська (3 населених пункти), Вереміївська (2 н.п.), Германівсько-Слобідська (3 н.п.), Григорівська (2 н.п.), Гусачівська (3 н.п.), Деремезянська (2 н.п.), Казимирівська 1 н.п.), Леонівська (6 н.п.), Матяшівська (2 н.п.), Мирівська (8 н.п.), Новосільська (2 н.п.), Перегонівська (2 н.п.), Сем'янівська (3 н.п.), Сущанська (2 н.п.), Черняхівська (2 н.п.), Яцківська (1 н.п.). 